# Charles Peterson
Charles Peterson, né en 1964 à Longview dans l'État de Washington, est un photographe américain principalement connu pour son travail autour de la scène grunge de Seattle à la fin des années 1980 et  au début des années 1990. Il a notamment évolué aux côtés de Nirvana et Soundgarden dès leurs débuts chez Sub Pop.

## Sa participation à la scène grunge
Charles Peterson accompagne le label Sub Pop et donc globalement de la scène rock locale, participant à son identité visuelle. Les premières pochettes qu'il produit montrent des scènes de « stage diving, des chanteurs déchaînés, des chevelures floues, des visages en sueur ». Mettant en avant l'intensité des concerts de rock, le photographe fait figure d'exception avec ses images qui retranscrivent « l'énergie physique et l'intensité » des groupes de l'époque. Choisissant volontairement le noir et blanc pour trancher avec le trop-plein de couleurs de l'époque, il prend également cette option pour des raisons économiques, car peu de labels ou de fanzines avaient les moyens d'acheter des presses avec la quadrichromie.
Les photos de Charles Peterson publiées par Sub Pop montrent souvent le lien entre les fans, essentiellement masculins, et les groupes. Ils mettent notamment en avant les « ballets de jeunes hommes torses nus et chevelus se jetant les uns contre les autres, muscles contre muscles, mélangeant leur sueur, gonflés de testostérone ». Cette esthétique « crypto-homosexuelle » où ce ne sont plus des garçons, mais des hommes, des vrais, qui s'exhibent sans complexe, plait. D'ailleurs, la communauté gay adore la pochette de Screaming Life de Soundgarden, où on voit Chris Cornell à moitié nu avec un bandeau dans les cheveux.
Charles Peterson est le photographe qui a le plus contribué à l'identité visuelle du grunge en popularisant le look jean déchiré, chemise à carreaux en flanelle, grosses chaussures et longs cheveux. À Seattle, où le punk n'a pas éclaté comme à New York, Los Angeles ou San Francisco, la tenue vestimentaire tranche avec le style yuppie très porté dans cette ville en plein essor. Avec le producteur Jack Endino et le journaliste Everett True, il fait partie de ceux qui ont façonné l'identité de la scène rock locale.

## Ses publications
- Screaming Life (Harper Collins, 1995)
- Pearl Jam: Place/Date (Rizzoli/Vitalogy, 1997)
- Touch Me I'm Sick (PowerHouse, 2003)
- Cypher (PowerHouse, 2008)

## Ses expositions
- 2008, Exposition Kurt Cobain, About a son, galerie Chappe, Paris[3]